# المسيحيون الجدد

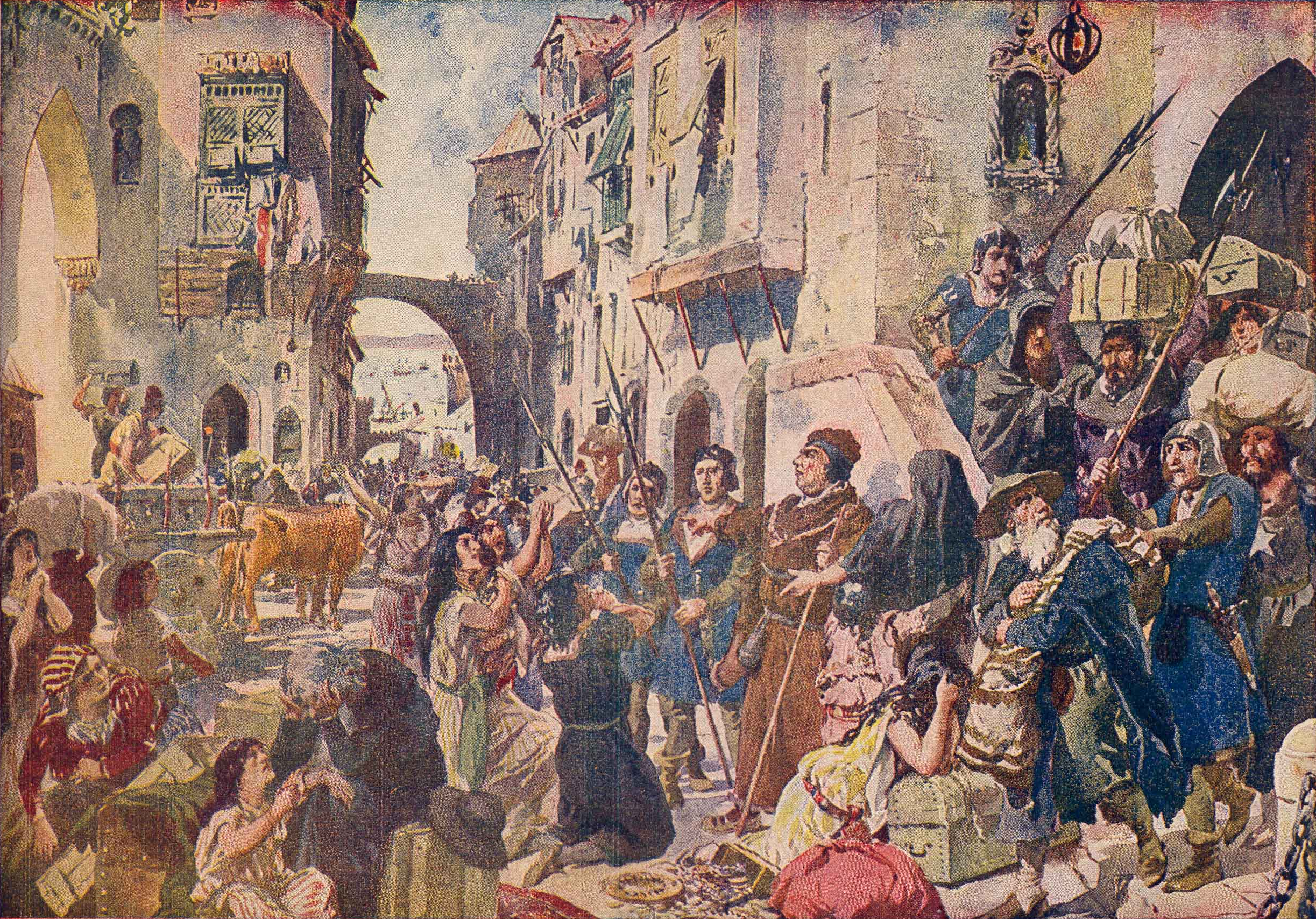
رسمة تظهر نفي اليهود في البرتغال

المسيحيون الجدد (بالإسبانية:cristiano nuevo، بالبرتغالية:cristão novo) هو مصطلح يستخدم للإشارة إلى المسلمين واليهود من سكان شبه الجزيرة الإيبيرية الذين اعتنقوا الكاثوليكية، وتكوّن منهم نسل مسيحي جديد. وقد أستخدم المصطلح من قبل المسيحيين القدماء وهم من سكان ايبيريا الأصليين الذين أرادوا أن يميزوا أنفسهم عن المتحولين عن دينهم (أو معتنقو المسيحية). وظهرت مصطلحات أخرى مثلًا المسلمين الذي تحولوا إلى المسيحية أطلق عليهم المورسكيون في حين أطلق على اليهود المتحولين للمسيحية باسم المارانوس.
طوال العصور الوسطى، تحوّل بعض اليهود والمسلمين في بعض الأحيان إلى المسيحية، وغالبًا نتيجة لضغوط مادية واقتصادية واجتماعية أو الإكراه. في القرن الرابع عشر كان هناك ضغط متزايدة ضد اليهود والتي بلغت ذروتها في أعمال الشغب عام 1391 في مدينة إشبيلية وغيرها من المدن. تسبب هذه الاضطرابات تدمير المحاكم اليهودية وأعقبها تحول عدد كبير من اليهود للمسيحية، وهو اتجاه استمر حتى القرن الخامس عشر. وخلافًا للممالك الإيبيرية الأخرى، لم تتأثر كثيرًا البرتغال من موجات الشغب. هناك، في عام 1497 أزدادت أعداد المسيحيين الجدد مع اجبار المسلمون واليهود التحول للمسيحية أو مواجهة الطرد. وتشير التقديرات إلى أنّ حوالي مليون مسلم مورو أو من المورسكيون تحول إلى المسيحية. وتشير احصائيات أخرى إلى أن ما بين 100,000–200,000 يهود تحوّل للمسيحية في القرن الخامس عشر.
بعد طرد السكان اليهود من إسبانيا والبرتغال في عام 1492 وفي 1497، أصبح ما تبقى من السكان اليهود في أيبيريا مسيحيين رسميًا. كثيرًا ما كان يشتبه في المسيحيين الجديد ويتهمون بالردة. تم إنشاء محاكم التفتيش الإسبانية من قبل الحكومة في سنة 1478 ومحاكم التفتيش البرتغالية في سنة 1536 كوسيلة للتعامل مع التوترات الاجتماعية، التي يفترض أن تبرر ضرورة محاربة البدع. اعتقد المسيحيون القدماء أن المجتمعات المسيحية الجديدة بقيت سرًا محافظة على ممارسات دينهم السابق.
بعد التحول للمسيحية، اعتمدت العائلات اليهودية والإسلامية الأصل أسماء مسيحية جديدة. في نهاية المطاف، اندمجت مع المجتمع المسيحي القديم. أصبح العديد من المورسكيين بعد تحولهم للمسيحيَّة ملتزمين في دينهم الجديد ومسيحيين مخلصين، وفي غرناطة، قتل بعض المورسكيين من قبل المسلمين لرفضهم التخلي عن المسيحية. في غرناطة القرن السادس عشر، اختار المسيحيين المورسكيين مريم العذراء راعية لهم وكان لهم دور في تطوير الأدب العبادي المسيحي مع التركيز على المواضيع المريميَّة.
اليوم حوالي 19.3% من الإسبان الكاثوليك هم سليلي أسر يهودية سفاردية تحولت للمسيحية، و10.6% هم سليلي أسر شمال أفريقية مسلمة تحولت للمسيحية.